# San Secondo Parmense
San Secondo Parmense är en ort och kommun i provinsen Parma i regionen Emilia-Romagna i Italien. Kommunen hade 5 739 invånare (2018).